# Staré Hobzí
Staré Hobzí (deutsch Alt Hart) ist eine Gemeinde in Tschechien. Sie liegt acht Kilometer südlich von Dačice und gehört zum Okres Jindřichův Hradec. Der Ort ist als ein Dreieckplatzdorf angelegt.

## Geographie

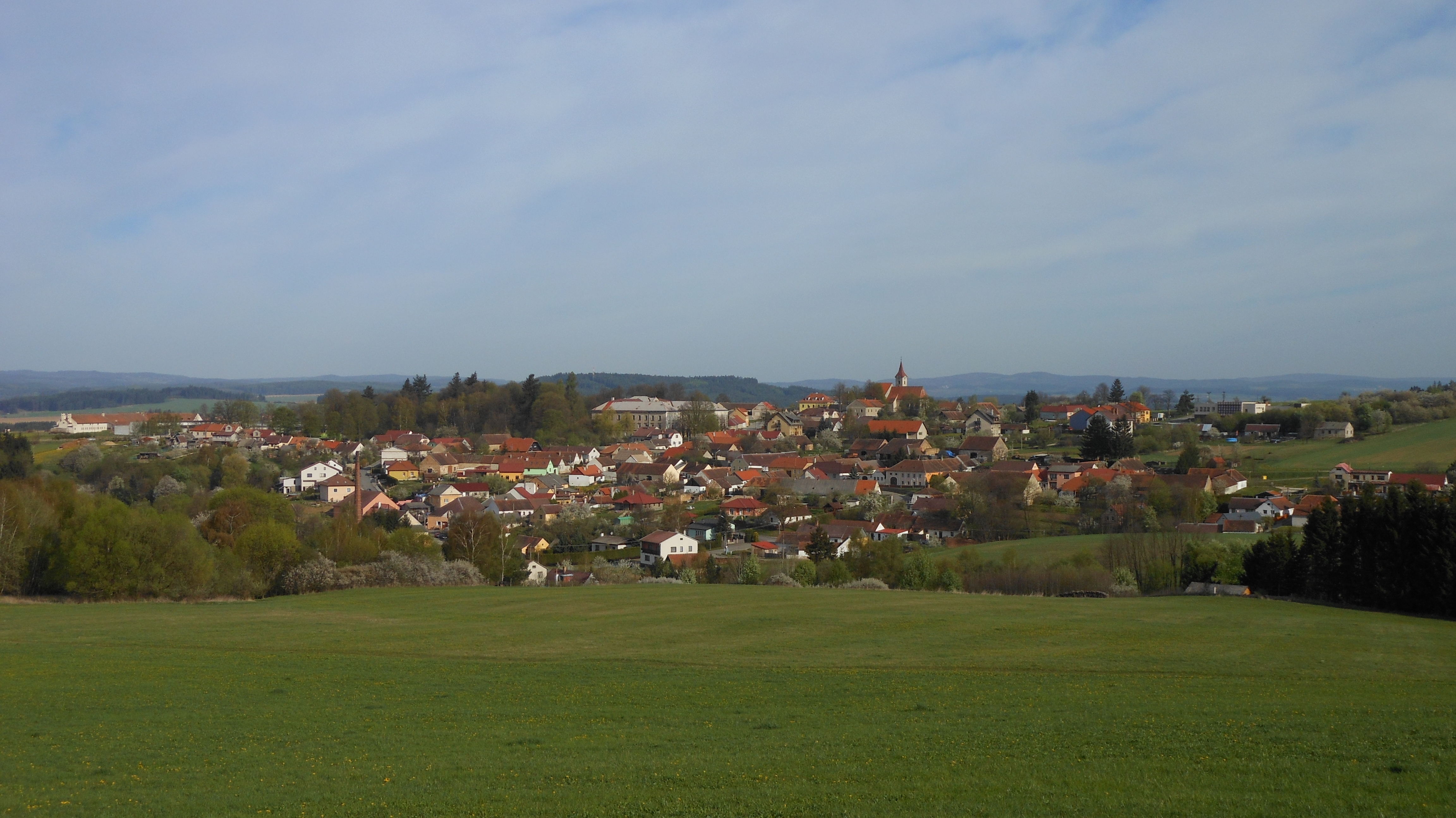
Ortsansicht

Staré Hobzí befindet sich östlich der Javořická vrchovina linksseitig der Mährischen Thaya an der Einmündung der Páčna.
Südlich des Ortes durchbricht die Mährische Thaya eine Hügelkette.
Nachbarorte sind Vnorovice im Norden, Nové Dvory im Nordosten, Báňovice (Banowitz), Hejnice und Panenská im Osten, Bělčovice und Marketa im Südosten, Nové Hobzí und Janov im Süden, Chvaletín (Qualitzen) im Südwesten, Mutná im Westen sowie Holešice im Nordwesten.

## Geschichte
Erstmals urkundlich erwähnt wurde der Ort im Jahre 1190.
1910 hatte der Marktflecken Alt Hart 865 Einwohner, davon waren 296 Tschechen. Im Volkszählungsjahr 1930 veränderte sich die Einwohnerzahl auf 851 Personen, davon waren 518 Tschechen.
Nach dem Ersten Weltkrieg und dem Vertrag von Saint-Germain, 1919, wurde der Ort zum Bestandteil der neuen Tschechoslowakischen Republik. Infolge des Münchner Abkommens gehörte das Dorf von 1939 bis 1945 zum deutschen Landkreis Waidhofen an der Thaya.

## Gemeindegliederung
Die Gemeinde Staré Hobzí besteht aus den Ortsteilen Janov (Johannihof), Nové Dvory (Neuhof), Nové Hobzí (Neu Hart), Staré Hobzí (Alt Hart) und Vnorovice (Urwitz) sowie den Einschichten Janovské Údolí (Johannisthal), Hejnice (Hönitzhof) und Veselíčko (Lusthof). Grundsiedlungseinheiten sind Nové Dvory, Nové Hobzí, Staré Hobzí und Vnorovice.
Das Gemeindegebiet gliedert sich in die Katastralbezirke Nové Dvory, Nové Hobzí, Staré Hobzí und Vnorovice.

## Sehenswürdigkeiten

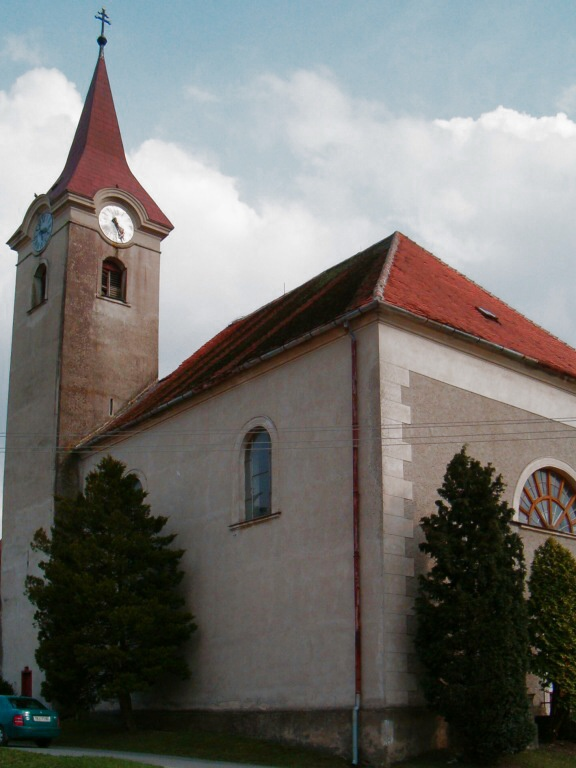
Pfarrkirche

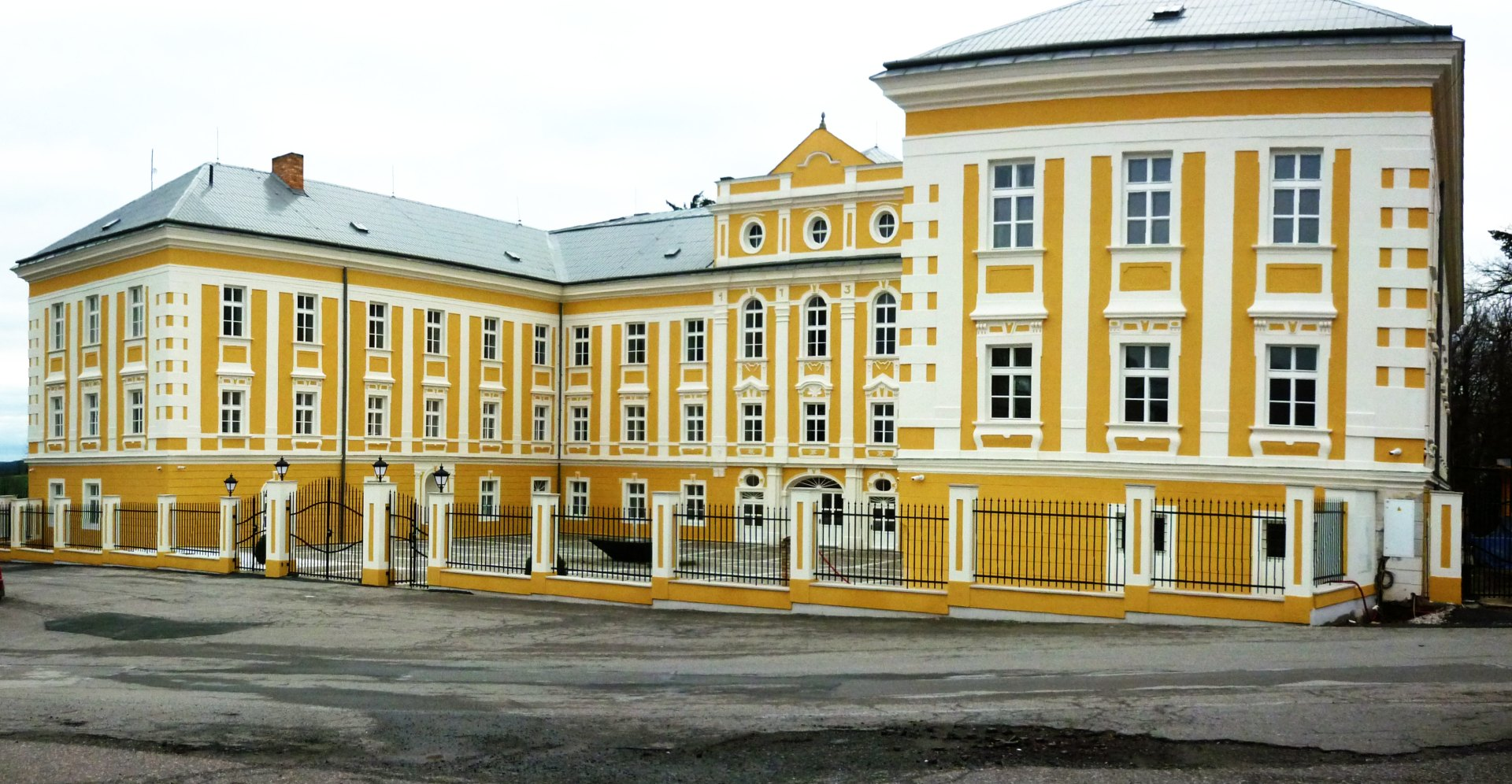
Schloss Staré Hobzí

- Kirche Mariä Himmelfahrt und St. Andreas (14. Jahrhundert), Nordturm (1630), Grabmal des Joh. Peter Ritter von Flick (1812)
- Ehemaliges Jagdschloss aus dem 17. Jahrhundert, Gewölbefresko Mariae Krönung von Felix Thomas Anton Scheffler (1728).
- Kapelle am Gut Veselíčko
- Statue der Maria Immaculata, am Schloss
- Statuen der hl. Margarethe des hl. Josef und des hl. Johannes von Nepomuk[8][9]
- Jagdschlösschen Janovské Údolí

## Söhne und Töchter der Gemeinde
- Othmar Gamillscheg (1889–1947), österreichischer Offizier und Spion